# Gonomyia debilis
Gonomyia debilis är en tvåvingeart som beskrevs av Alexander 1928. Gonomyia debilis ingår i släktet Gonomyia och familjen småharkrankar. Inga underarter finns listade i Catalogue of Life.